# Henrique Magalhães
Pour les articles homonymes, voir Magalhães.
Henrique Fonseca Serpa Pinto Magalhães dit Henrique Magalhães est un joueur international portugais de rink hockey né le 22 octobre 1991. Il évolue depuis 2021 au sein du Sporting CP.

## Palmarès

### En sélection nationale
Portugal
- Championnat du monde (1)
  - Vainqueur : 2019

- Championnat d'Europe  (1)
  - Vainqueur : 2016

- Coupe des nations (2)
  - Vainqueur : 2015 et 2019

- Golden CAT (1)
  - Vainqueur : 2023

- Championnat d'Europe des moins de 19 ans (1)
  - Vainqueur : 2010

### En club

#### FC Porto
- Championnat du Portugal (2)
  - Champion : 2010 et 2011

- Supercoupe du Portugal (1)
  - Vainqueur : 2009

- Championnat du Portugal des moins de 20 ans (2)
  - Champion : 2010 et 2011

- Championnat du Portugal des moins de 17 ans (1)
  - Champion : 2007

- Championnat du Portugal des moins de 15 ans (1)
  - Champion : 2006

| - Championnat du Portugal (1) - Champion : 2014 - Supercoupe du Portugal (1) - Vainqueur : 2014 - Supercoupe d'Espagne (1) - Vainqueur : 2016 | - WSE Champions League (2) - Vainqueur : 2019 et 2024 - WSE Continental Cup (1) - Vainqueur : 2021 - Championnat du Portugal (1) - Champion : 2018 |

## Référence
1. ↑  « Fiche de Henrique Magalhães », sur leballonrond.fr